# Caio Sulpício Patérculo
Caio Sulpício Patérculo (em latim: Gaius Sulpicius Patercolus) foi um político da gente Sulpícia da República Romana eleito cônsul em 258 a.C. com Aulo Atílio Calatino.

## Primeiro consulado (258 a.C.)

Teatro de operações da Primeira Guerra Púnica entre 258 e 256 a.C..
Território siracusano
Território cartaginês
Territórios romanos
1. Batalha naval em Tindaris. Vitória naval cartaginesa em 260, 258 e 257 a.C..
2. Ataque romano a Panormo. Recuo em 258 a.C..
3. Romanos capturam Mitistrato (258 a.C.).
4. Romanos retomam Enna e Camarina (258 a.C.).
5. Vitória naval romana na Batalha de Ecnomo (256 a.C.).
6. Marco Atílio Régulo invade a África (256 a.C.).

Foi eleito cônsul com Aulo Atílio Calatino em 258 a.C., o sétimo ano da Primeira Guerra Púnica. Segundo Políbio, os dois receberam a missão de continuar as operações militares na Sicília ao passo que outros apenas ele foi enviado para lá. Ambos receberam um triunfo ao voltarem a Roma, no ano seguinte. A vitória romana na Batalha de Sulci, na Sardenha, é atribuída a Patérculo.